# سالي كاسويل
سالي كاسويل (بالإنجليزية: Sally Casswell)‏ هي أكاديمية نيوزيلندية، وهي أستاذة بروفيسور في جامعة ماسي اعتبارًا من عام 2019. وهي عضو في فريق الخبراء الاستشاري لمنظمة الصحة العالمية المختص بشأن المخدرات ومشاكل الكحول، وهي رئيسة المجلس الاستشاري العلمي للتحالف العالمي لسياسات الكحول. وهي زميلة في الجمعية الملكية لنيوزيلندا. ونالت رتبة ضابط مع نيشان الاستحقاق لنيوزيلندا.
بعد حصولها على درجة الدكتوراه عام 1974 بعنوان «الآثار الحادة لسمية القنب» في جامعة أوتاوا، انتقلت كاسويل إلى جامعة ماسي، وارتقت إلى مستوى بروفيسور.